# Crispim de Viterbo
São Crispim (Viterbo, 13 de novembro de 1668 — Roma, 19 de maio de 1750) foi um religioso católico italiano. Recebeu formação jesuíta, mas acabou se tornando capuchinho. Foi o primeiro santo canonizado por papa João Paulo II. Seu dia é comemorado em 4 de junho.